# 1976 في النرويج
فيما يلي قوائم الأحداث التي وقعت خلال عام 1976 في النرويج.

## سياسة

### تعيين في المنصب
- 15 يناير – أودفار نوردلي رئيس وزراء النرويج.

### انتهاء فترة المنصب
- 15 يناير – تريغفه براتلي رئيس وزراء النرويج.

## مواليد

### نوفمبر
- 10 نوفمبر – ستيفن إيفرسن لاعب كرة قدم نرويجي.[1]

## وفيات

### أكتوبر
- 5 أكتوبر – لارس أونساغر (مواليد 1903)[2]